# Stanisław Franciszek Dąbek
Stanisław Franciszek Dąbek (ur. 3 grudnia 1946 w Ostrowcu Świętokrzyskim) – polski muzykolog i teoretyk muzyki, profesor nauk humanistycznych, nauczyciel akademicki.

## Życiorys
Egzamin maturalny zdał w Liceum Ogólnokształcącym im. J. Chreptowicza w Ostrowcu Świętokrzyskim (1964). Ukończył Państwową Średnią Szkołę Muzyczną im. L. Różyckiego w Kielcach, uzyskując uprawnienia nauczyciela wychowania muzycznego (1970, dyplom z wyróżnieniem). Studiował w Instytucie Muzykologii Katolickiego Uniwersytetu Lubelskiego, był uczniem Karola Mrowca – magisterium, 13 czerwca 1975 (z wyróżnieniem), doktorat, 17 października 1984: Wielogłosowy repertuar rękopiśmiennych kancjonałów klasztoru Panien Benedyktynek w Staniątkach (1586–1754). Habilitacja, 21 maja 1998, również w Instytucie Muzykologii KUL: Twórczość mszalna kompozytorów polskich XX w. 1900–1995 (Warszawa 1996, Wydawnictwo Naukowe PWN); za tę pracę otrzymał nagrodę Rektora KUL. Tytuł naukowy profesora nauk humanistycznych uzyskał 18 października 2012, na podstawie dorobku naukowego oraz pracy Twórczość litanijna Stanisława Moniuszki i jej konteksty (Warszawa 2011, Wydawnictwo Uniwersytetu Muzycznego Fryderyka Chopina), w Uniwersytecie Kardynała Stefana Wyszyńskiego, Wydział Nauk Historycznych i Społecznych.
Jego prace są poświęcone wielogłosowej muzyce liturgicznej oraz religijnej dawnej i współczesnej (XV–XXI w.), głównie polskich kompozytorów, metodzie analizy tej muzyki (wypracował autorską metodologię) oraz muzyce religijnej, m.in. Stanisława Moniuszki i Feliksa Nowowiejskiego.
Był stypendystą: Karl-Franzens-Universität-Graz, Austria (Musikwissenschaftliches Institut oraz Institut für Liturgiewissenschaft, Christliche Kunst und Hymnologie) – rok akad. 1978/1979, stypendium rządu austriackiego; Katholieke Universiteit Leuven, Belgia (Afdeling Musicologie) – kilkakrotne pobyty od 1986.
Studiował prywatnie kompozycję pod kierunkiem Bogusława Schaeffera (1970–1973). Komponował w latach 70. XX w., m.in. muzykę do czterech spektakli (Wieczerza, Włókna, Ikar, Piętno, ponad 40 minut muzyki do każdego spektaklu) eksperymentalnego teatru (bez tekstu, w zaciemnionej sali) „Scena Plastyczna KUL” Leszka Mądzika, nagradzaną na festiwalach teatralnych (także zagranicznych). Utrzymany w estetyce schaefferowskiej utwór Ave Maria na chór mieszany a cappella (1981) zdobył III nagrodę (I nie przyznano) na Ogólnopolskim Konkursie Kompozytorskim im. S. Wiechowicza (Polskiego Związku Chórów i Orkiestr oraz Związku Kompozytorów Polskich); został opublikowany, Warszawa 1988; przewidziane regulaminem prawykonanie nie odbyło się, z powodu wprowadzenia stanu wojennego.
Pracował w następujących uczelniach: Katolickim Uniwersytecie Lubelskim, Instytut Muzykologii (1975–2007), kierownik Katedry Polifonii Religijnej (1998–2007); Uniwersytecie Kardynała Stefana Wyszyńskiego w Warszawie, specjalność muzykologia teoretyczna i stosowana (2000–2012), kierownik Katedry Systematyki i Kulturologii Muzycznej (2002–2012); Uniwersytecie Muzycznym Fryderyka Chopina, Wydział Kompozycji, Dyrygentury i Teorii Muzyki (2002–2017, do przejścia na emeryturę), kierownik Katedry Nauk Humanistycznych (2013–2016). Współpracując z Alicją Gronau, prowadził także zajęcia na Podyplomowych Studiach Teorii Muzyki.
Wśród wypromowanych przez niego doktorów znaleźli się Zbigniew Stępniak oraz Dariusz Smolarek.
Członek zwyczajny Związku Kompozytorów Polskich (Sekcja Muzykologów), czynny Towarzystwa Naukowego KUL.

## Książki i publikacje

### Książki
- Twórczość litanijna Stanisława Moniuszki i jej konteksty, Wydawnictwo Uniwersytetu Muzycznego Fryderyka Chopina, Warszawa 2011, ISBN 978-83-61489-15-3.
- Wielogłosowy repertuar kancjonałów staniąteckich (XVI–XVIII w.), Wydawnictwo Towarzystwa Naukowego Katolickiego Uniwersytetu Lubelskiego, Lublin 1997, ISBN 83-86668-87-3.
- Twórczość mszalna kompozytorów polskich XX wieku 1900–1995, Wydawnictwo Naukowe PWN, Warszawa 1996, ISBN 83-01-12114-9.

### Redakcje
- Musicae Sacrae Ars et Scientia. Księga ku czci ks. prof. Karola Mrowca, „Roczniki Teologiczno-Kanoniczne” t. 34, z. 7, red. Stanisław Dąbek, ks. Ireneusz Pawlak, Wydawnictwo Towarzystwa Naukowego Katolickiego Uniwersytetu Lubelskiego, Lublin 1987, ISSN 0035-7723
- Współczesna polska religijna kultura muzyczna. Zakres pojęciowy, możliwości badawcze. Materiały z sympozjum zorganizowanego przez Instytut Muzykologii Katolickiego Uniwersytetu Lubelskiego 16–17 lutego 1989 r., red. ks. Bolesław Bartkowski, Stanisław Dąbek, Antoni Zoła, Redakcja Wydawnictw Katolickiego Uniwersytetu Lubelskiego, Lublin 1992, ISBN 83-228-0272-2.
- Ratio musicae, red. Stanisław Dąbek, Wydawnictwo Akademii Muzycznej im. Fr. Chopina w Warszawie, Warszawa 2003, ISBN 83-87759-96-1.
- “Thesaurus musicae sacrae summa cura servetur et foveatur”. Międzynarodowe Sympozjum Historia i współczesność muzyki liturgicznej w Polsce 100 lat od wydania Motu proprio papieża Piusa X, red. Stanisław Dąbek, ks. Ireneusz Pawlak, Wydawnictwo Polihymnia, Lublin 2004, ISBN 83-7270-301-9.
- Sanctissima Trinitas et musica: plana, figurata atque instrumentalis, red. Stanisław Dąbek, Czesław Grajewski, ks. Zenon Kołodziejczak, ks. Krzysztof Niegowski, Wydawnictwo Uniwersytetu Kardynała Stefana Wyszyńskiego, Warszawa 2011, ISBN 97-83-7072-677-5.
- Monodia et Harmonia Polonica Sacra. Georgio Pikulik cordis donum, red. Stanisław Dąbek, Czesław Grajewski, ks. Zenon Kołodziejczak, ks. Krzysztof Niegowski, Wydawnictwo Uniwersytetu Kardynała Stefana Wyszyńskiego, Warszawa 2013, ISBN 978-83-7072-791-8.
- Puccini na głosy, red. Stanisław Dąbek, Małgorzata Sokołowicz, Agnieszka Muszyńska-Andrejczyk, Wydawnictwo Uniwersytetu Muzycznego Fryderyka Chopina, Warszawa 2017, ISBN 978-83-6148-994-8.

### Wybrane artykuły
- Koncepcja formy i brzmienia „Magnificat” Mikołaja z Radomia, w: Musicae Sacrae Ars et Scientia. Księga ku czci ks. prof. Karola Mrowca, „Roczniki Teologiczno-Kanoniczne” t. 34, nr 7, red. Stanisław Dąbek, ks. Ireneusz Pawlak, Wydawnictwo Towarzystwa Naukowego Katolickiego Uniwersytetu Lubelskiego, Lublin 1987, s. 141–158.
- O orientacji metodologicznej w analizie religijnej muzyki konfesyjnej. Teoria i praktyka, w: Roman Maciejewski twórca charyzmatyczny, red. Jagna Dankowska, Janina Tatarska, Anna Brożek, Akademia Muzyczna im. I. J. Paderewskiego, Uniwersytet Muzyczny Fryderyka Chopina, Poznań-Warszawa 2010, s. 209–219.
- Dwa staropolskie przekładania psalmu 1 i ich melodyje: Andrzej Trzecieski – Wacław z Szamotuł, Jan Kochanowski – Mikołaj Gomółka, w: Potencjał wiersza, red. Witold Sadowski, Wydawnictwo Instytut Badań Literackich PAN, Warszawa 2013, s. 195–212.
- Ewangeliczny pastor bonus w dwóch odczytaniach muzycznych: Wacław z Szmotuł (1564) i Mikołaj Zieleński (1611), w: Et super hanc petram…Księga Pamiątkowa z okazji 75-lecia urodzin Księdza Profesora Kazimierza Szymonika, red. Michał Sławecki, Wydawnictwo Uniwersytetu Muzycznego Fryderyka Chopina, Warszawa 2017, s. 79–95.
- Glosy do badań moniuszkowskich, „Roczniki Humanistyczne” 2020, z. 12, s. 199–214.
- „Missa de Lisieux” Feliksa Nowowiejskiego – wotum ku czci św. Teresy, w: Feliks Nowowiejski – w kręgu twórczości i recepcji, red. Aleksandra Kłaput-Wiśniewska, Wydawnictwo Akademii Muzycznej im. Feliksa Nowowiejskiego w Bydgoszczy, Bydgoszcz 2020, s. 9–30.